# Krista Siegfrids
Kristin "Krista" Siegfrids (født 1985) er en finlandsvensk sanger, som repræsenterede Finland ved Eurovision Song Contest 2013 i Malmø med sangen "Marry Me".
Siegfrids har deltaget ved den svenske Melodifestival i 2016 med sangen "Faller" og i 2017 med sangen "Snurra min jord". Hun blev begge gange slået ud i sin semifinale.
Sigfrids var talsmand for den finske jury til Eurovision Song Contest i 2015.

## Billeder
- Krista Siegfrids under Eurovision Song Contest 2013-pressekonference.
- Krista Siegfrids under den anden generalprøve til Eurovision Song Contest 2013's anden semifinale.